# Campo de fusilamiento de Communarka
Communarka (en ruso Расстрельный полигон «Коммунарка») fue un lugar de fusilamientos masivos de la NKVD entre 1937 y 1941 en el distrito administrativo de Novomoskovski. Ahora es un cementerio ortodoxo. Según el Servicio Federal de Seguridad de Rusia, 10.000 personas fueron asesinadas y enterradas allí.

## Identificando a las víctimas
Hablando con Izvestia en 2007, un representante del Servicio Federal de Seguridad sugirió que aproximadamente 10.000 personas habían sido asesinadas y enterradas en fosas comunes en Kommunarka. El trabajo minucioso de los investigadores del Memorial y otros en la década de 1990 estableció la identidad de 4.527 personas que se sabe que están enterradas allí. Sus nombres fueron publicados en el primer Libro del Recuerdo del Memorial.  Antes de que Kommunarka se abriera como complejo conmemorativo en 2018, un estudio arqueológico indicó que probablemente yacían allí 6.600 cuerpos, y el número total de nombres se llegó a través de investigaciones documentales adicionales.

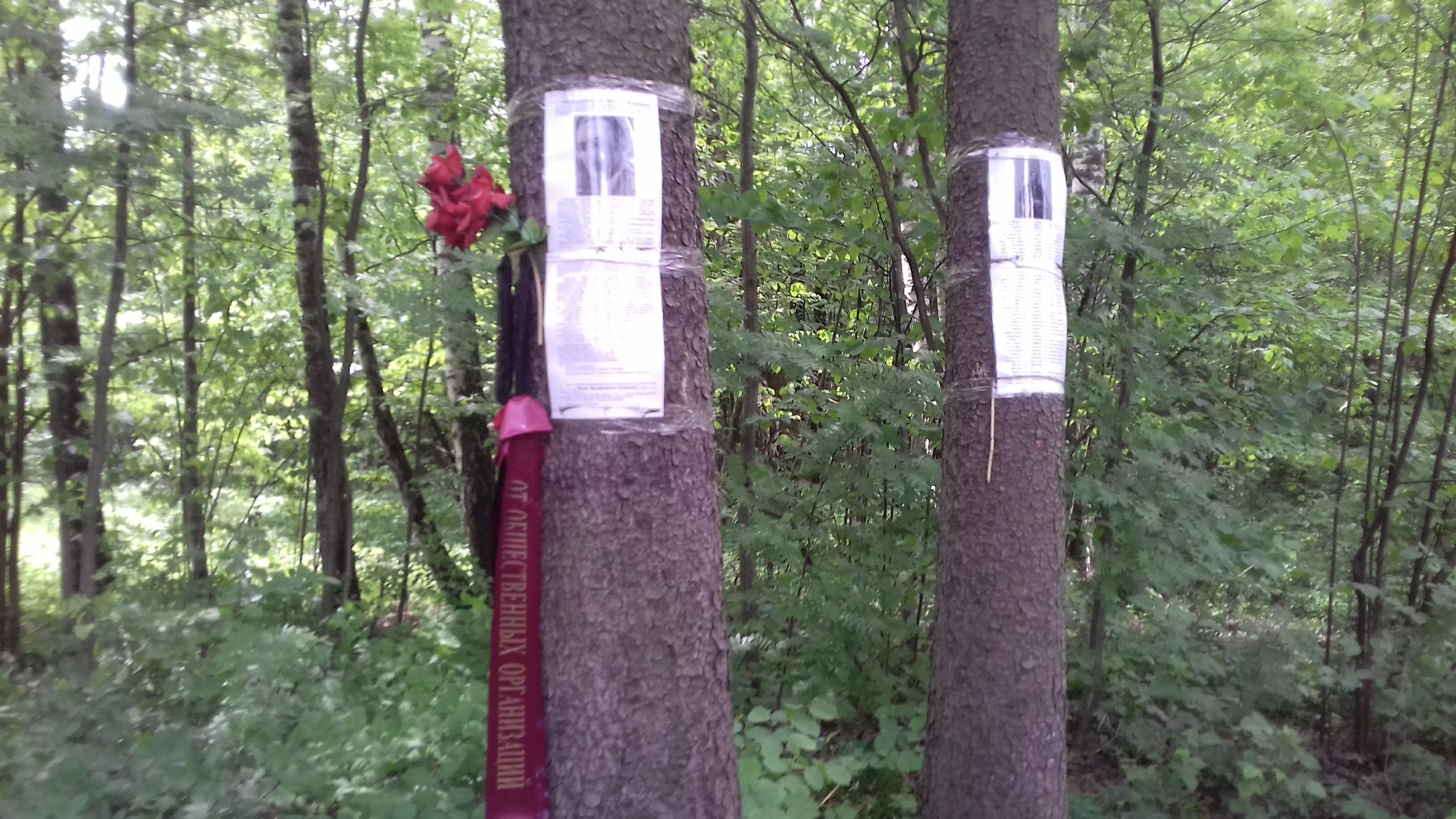
Fotos de algunas de las víctimas.

Como ocurrió con tantos otros "campos de tiro" en toda la antigua Unión Soviética, el Servicio Federal de Seguridad retuvo el control del territorio durante muchas décadas después. No fue hasta 1999 que el terreno, al igual que el campo de tiro de Bútovo, al sur de Moscú, fue transferido a la Iglesia ortodoxa rusa. Sólo el 14 de noviembre de 1999 apareció finalmente en la "instalación especial" una placa conmemorativa de las víctimas de la represión política, más tarde que en cualquier otro lugar de enterramiento masivo de Moscú, comenta Arseni Roginski. En Kommunarka se construyó una iglesia dedicada a los Nuevos Mártires y Confesores de Rusia, es decir, aquellos que habían muerto por su fe cristiana durante el período soviético, y su fiesta se celebró a partir de entonces cada año alrededor del 25 de enero.

## Apertura y polémica

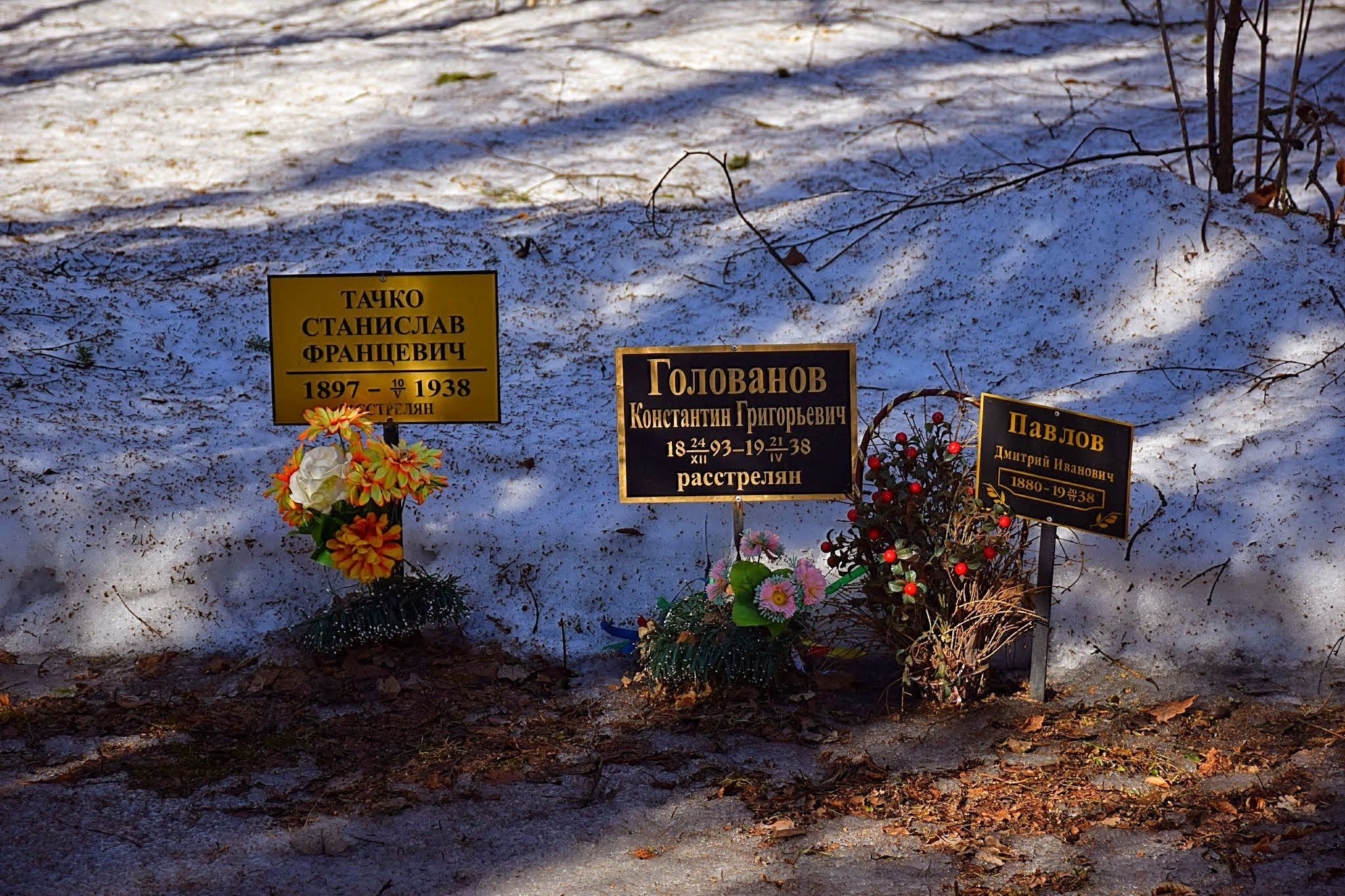
Lápidas para algunas de las víctimas de Kommunarka.

El 27 de octubre de 2018, cuando se inauguró el sitio conmemorativo, se incluyeron en el Muro del Recuerdo los 6.609 nombres de aquellos que se sabe que están enterrados allí. Entonces surgió una controversia sobre la inclusión en las listas de unos 50 agentes de alto rango de la policía secreta (incluido el propio Guénrij Yagoda), ninguno de los cuales había sido rehabilitado.
La decisión de utilizar una lista única la explicó el presidente de Memorial, Jan Raczynski, uno de los que participaron en las discusiones sobre la forma que debería adoptar el complejo conmemorativo: otros socios en el proyecto fueron el Museo Gulag, representantes de los enterrados víctimas, la comisión municipal de Moscú para las víctimas de la represión política y la Iglesia ortodoxa rusa. El comité concluyó, dijo Raczynski, que todos merecen una tumba a la que puedan acudir sus familiares y descendientes. Esto incluía a todos los que habían sido enterrados en Kommunarka, pero en ningún sentido los exoneraba de crímenes anteriores.

## Víctimas célebres
- Yákov Agránov
- Anandýn Amar
- Vladímir Antónov-Ovséyenko
- Jānis K. Bērziņš[6]
- Anastasiya Bitsenko
- Nikolái Bujarin[7]
- Pável Dybenko
- Mijaíl Chernov
- Alekséi Gástev
- Vladímir Górev[8]
- Bruno Jasieński
- Nikolái Krestinski
- Béla Kun
- Darizavyn Losol[9]
- Dmitri Pávlov
- Borís Pilniak
- Mijaíl Plisetski (padre de Maya Plisétskaya)
- Yevgueni Polivánov
- Alekséi Rýkov
- Borís Shumyatski
- Mijaíl Svéchnikov
- Fayzulló Xojáyev
- Guénrij Yagoda
- Aleksandr Svechín